# Andreas Moe

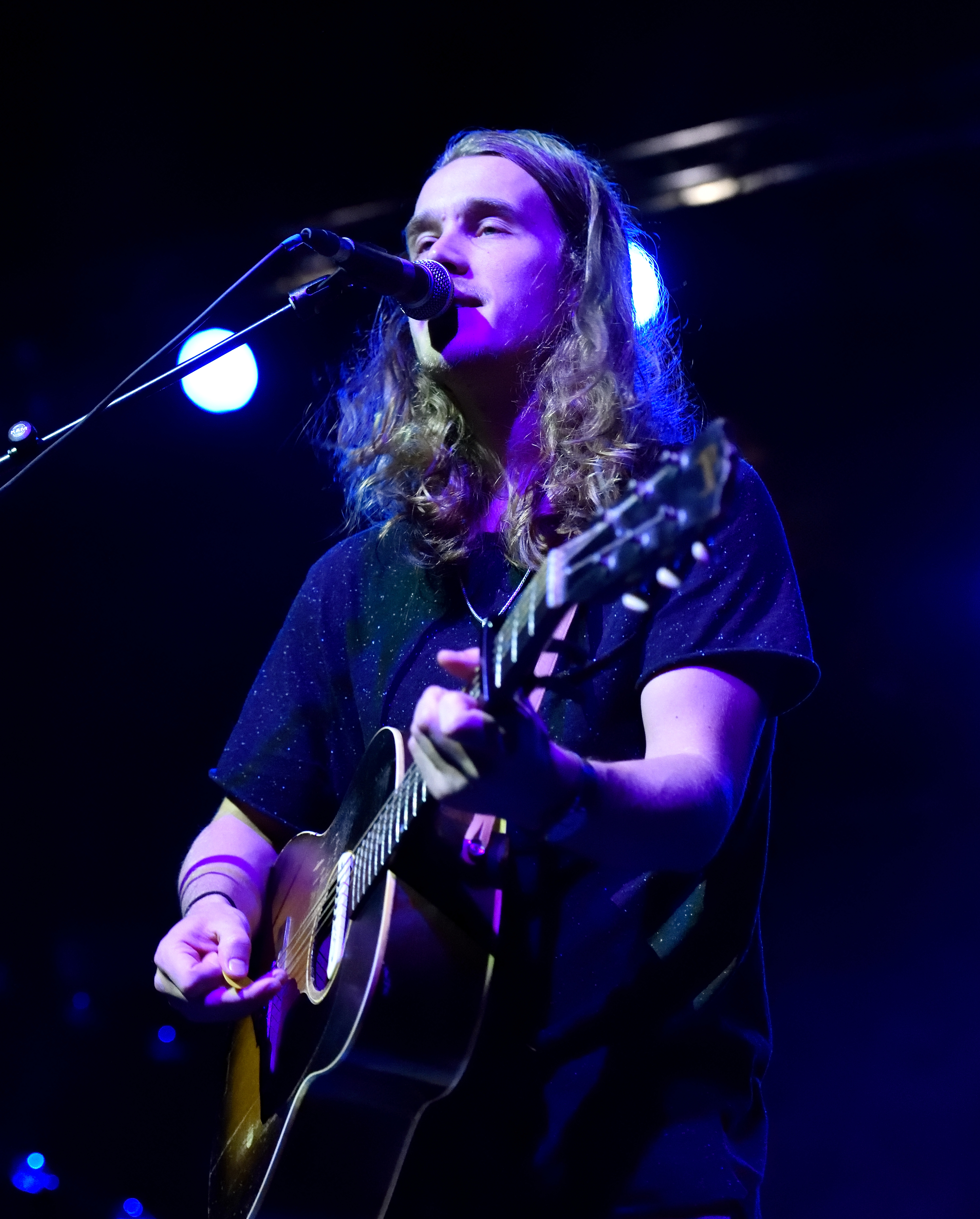
Andreas Moe live in Hamburg 2016

Andreas Moe (* 2. Oktober 1988 in Stockholm) ist ein schwedischer Sänger, Songwriter, Produzent und Multi-Instrumentalist, der durch seine Zusammenarbeit mit Avicii bekannt wurde.

## Biografie

### Leben
Moe wurde am 2. Oktober 1988 in Stockholm geboren und begann früh Lieder zu schreiben und zu singen. Seine musikalischen Anfänge ähnelten sehr dem Stil von Stevie Ray Vaughan und Michael Jackson. Später entwickelte sich seine Musik in Richtung akustischer Melodien, die er mit seiner Gitarre spielte. Hierbei war er meist von Klänge von Künstlern wie Jeff Buckley inspiriert. Später trug Moe seine eigenen Werke in verschiedenen Jugendzentren und Bars in Stockholm vor und gewann gemeinsam mit Bosson und Ulrik Munther den ersten Platz als Session-Gitarrist. Nachdem er im Januar 2011 einen Plattenvertrag bei UK Publishing unterzeichnete war er als Produzent und Sänger aktiv. Darauf folgte ein weiters Angebot vom Insomnia-Management, den er bisher noch nicht unterschrieb.

### Karriere
Andreas Moe begann 2011 einige Akustik-Versionen verschiedener Songs auf YouTube hochzuladen. Daraufhin wurde der ebenfalls schwedische Sänger John Martin auf ihm aufmerksam und schrieb einen Songtext für den Instrumental-Track Penguin von Avicii und gab ihn Moe. Der sang den Song und lud das Video auf seinen YouTube-Kanal und wurde daraufhin von Avicii ins Studio eingeladen. Im Juli 2011 erschien der Song unter dem Titel Fade Into Darkness als Single und erreichte unter anderem Platzierungen in der schwedischen, rumänischen und niederländischen Single-Charts. Das Lied sollte auch im Vereinigten Königreich erscheinen, bis Leona Lewis eine weitere Vocal-Version dem Namen Collide veröffentlichte. Avicii behauptete später, dass Lewis’ Plattenfirma Syco den Track „gestohlen“ hätte. Avicii und Andreas Moe ließen Leona Lewis schließlich vor Gericht kommen und sein Name erschien auf der Single Collide, was bedeutet, dass Fade into Darkness auch im Vereinigten Königreich veröffentlicht wurde.
Im Dezember 2011, wirkte Moe als Co-Autor und Gastmusiker bei dem Track Long Time von John De Sohn mit. Das Lied stieg bis auf Platz 3 in der schwedischen Single-Charts und erreichte Platinstatus. Im April 2012 erschien es erneut auf Tiëstos Kompilation Club Life: Volume Two Miami. Bald darauf wurde bekannt, dass Long Time am 20. Mai 2012 erstmals im US-amerikanischen Radio gespielt wurde und Ende des Jahres in den USA veröffentlicht wird.
Im Mai 2012 kündigte Moe über seine Facebook-Seite, dass die digitale Veröffentlichung seiner ersten EP Collecting Sunlight auf den 25. Juni 2012 gelegt wurde. Sie erschien ausschließlich im Vereinigten Königreich im iTunes Store und auf Spotify. Die EP wurde am 29. Juni 2012 auch in Skandinavien über das Plattenlabel Sony Music Sweden veröffentlicht. Moe schrieb und sang auch vier Songs des Soundtracks zum Film The Knot von Noel Clarke.
Im Jahr 2012 erschien ein weiteres Lied im Internet. Es trägt den Namen Last Dance. Hier arbeitete er erneut mit dem schwedischen DJ Avicii zusammen. Jedoch erschien das Lied nicht als Single. Es war lediglich auf verschiedenen Samplern zu finden.
Nachdem der niederländische House-DJ Tiësto ankündigte, dass für 2014 ein Studioalbum in Planung sei, erschienen sämtliche Tracks im Internet. Meist waren es Live-Aufnahmen seines Auftritts beim Ultra Music Festival. Darunter war auch der Song Echoes, bei dem er als Sänger mitwirkte. Eine Single-Veröffentlichung des Lieds folgte nicht. Nur kurze Zeit später beschloss der niederländische DJ Hardwell einen Track mit Moe und Tiësto aufzunehmen. Daraus entstand der Song Colors, der 2015 auf Hardwells zweitem Studioalbum United We Are zu finden ist.
2017 trat er mit Band als Vorgruppe für John Mayer auf dem kurzen Europa-Teil von dessen The-Search-for-Everything-Tournee auf.

### Erfolge als Songwriter

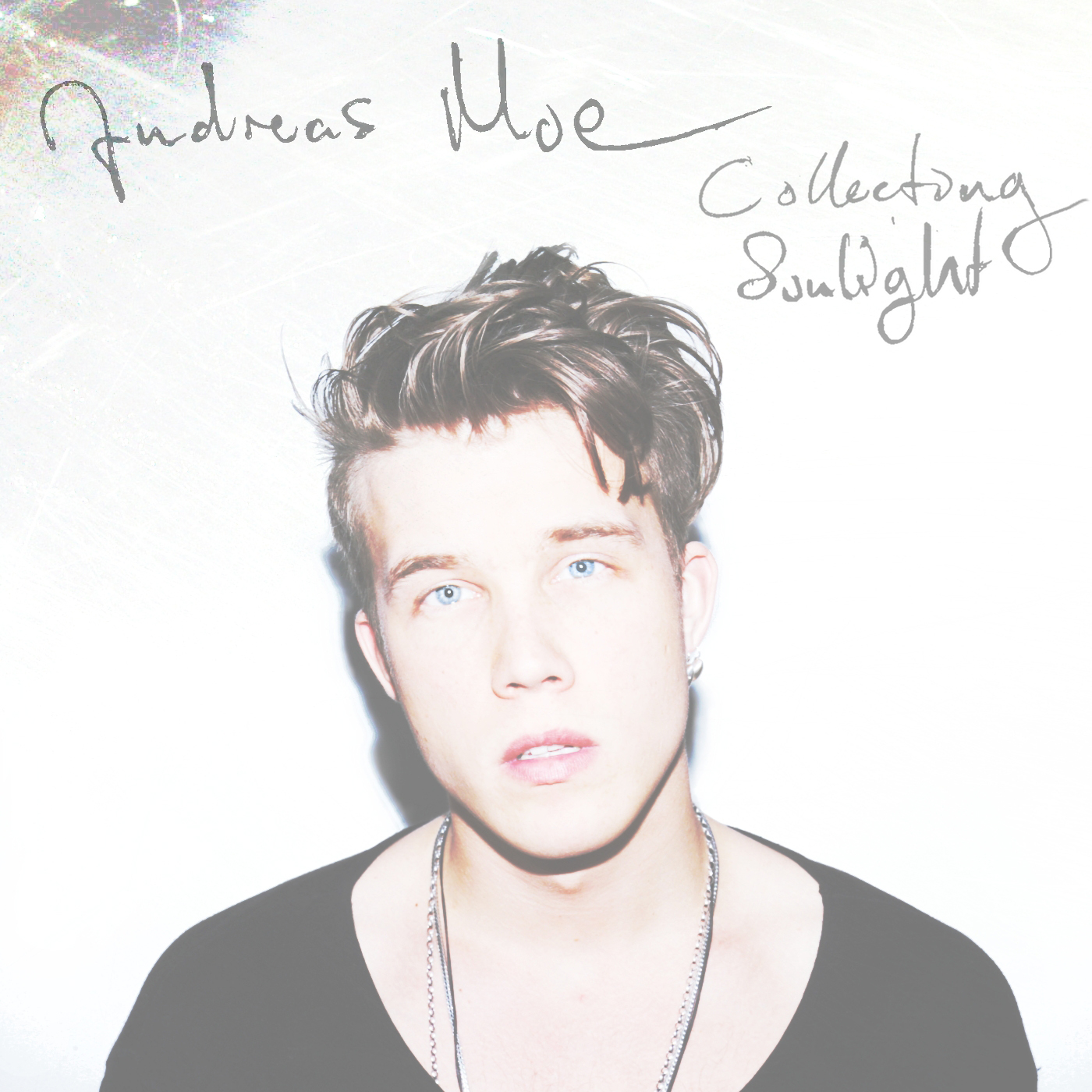
Andreas Moe auf dem Cover seiner Sunlight-EP

Seit Beginn seiner Karriere ist Moe ebenfalls als Songwriter vieler Lieder aktiv. Sein erster Song, bei dem er als Co-Autor errangiert war, war die Single Won't You Stay für Chris Hordijk, der Platz 2 bei der Niederländischen Castingshow The Voice of Holland gewann. Der Track stieg bis auf Platz 6 der niederländischen Top 40, sowie auch die Nachfolger-Single Jump From a Waterfall. Ebenso war er Co-Autor der ersten Single von Silke Mastbooms. Sie gewann den zweiten Platzes der Belgischen Castingshow The Voice of Belgium. Der Song hieß Awake und erreichte den 2. Platz der belgischen Top 50.
Im Mai 2012, schrieb Caggie Dunlop, bekannt durch die Fernsehserie Made in Chelsea, auf ihrer Twitter-Account, dass sie gemeinsam mit Andreas Moe auf einer Schreib-Session gewesen war.
Im August 2012 erreichte Moe seinen ersten Nummer-eins-Hit seiner Songwriter-Karriere. Er schrieb für das niederländische Duo Nick en Simon den Song Alles Overwinnen.

## Diskografie

### Alben
- 2015: Before the Rumble Comes

### EPs
- 2011: Collecting Sunlight
- 2013: This Year
- 2014: Ocean
- 2015: Borderline

### Singles

#### Als Solokünstler
- 2013: This Year (As We Go) (mit Wyte Labl)
- 2015: Frozen River
- 2016: Cecilia
- 2017: Ocean (Take the Dive)
- 2017: Bus Stop
- 2017: Something Right
- 2019: Calling Out
- 2019: Out of Your Body
- 2019: Mine Mine Mine

#### Als Gastmusiker
| Jahr | Titel                             | Höchstplatzierung, Gesamtwochen, AuszeichnungChartsChartplatzierungen (Jahr, Titel, Platzierungen, Wochen, Auszeichnungen, Anmerkungen) | Anmerkungen                                                        |
| Jahr | Titel                             | SE | Anmerkungen                                                        |
| ---- | --------------------------------- | --- | ------------------------------------------------------------------ |
| 2011 | Fade into Darkness –              | SE4 (32 Wo.)SE | Erstveröffentlichung: 16. Juli 2011 Avicii feat. Andreas Moe       |
| 2012 | Long Time –                       | SE36 Platin · (9 Wo.)SE | Erstveröffentlichung: 22. Juni 2012 John De Sohn feat. Andreas Moe |
| 2013 | Under the Sun (Where We Belong) – | SE11 ×2Doppelplatin · (20 Wo.)SE | Erstveröffentlichung: 17. Mai 2013 John De Sohn feat. Andreas Moe  |

Weitere Gastbeiträge
- 2012: Cracks (Norman Doray feat. Andreas Moe)
- 2013: Power of You and Me (Teacup) (Rune RK feat. Andreas Moe)
- 2013: Gravity (Gromee feat. Andreas Moe)
- 2014: Echoes (Tiësto feat. Andreas Moe)
- 2015: Colors (Hardwell feat. Andreas Moe)
- 2020: All On Me (Armin van Buuren & Brennan Heart feat. Andreas Moe)

### Als Songwriter
| Jahr | Titel Interpretation                | Höchstplatzierung, Gesamtwochen, AuszeichnungChartplatzierungen (Jahr, Titel, Interpretation, Platzierungen, Wochen, Auszeichnungen, Anmerkungen) | Höchstplatzierung, Gesamtwochen, AuszeichnungChartplatzierungen (Jahr, Titel, Interpretation, Platzierungen, Wochen, Auszeichnungen, Anmerkungen) | Höchstplatzierung, Gesamtwochen, AuszeichnungChartplatzierungen (Jahr, Titel, Interpretation, Platzierungen, Wochen, Auszeichnungen, Anmerkungen) | Anmerkungen                           |
| Jahr | Titel Interpretation                | SE | NL | BEF | Anmerkungen                           |
| ---- | ----------------------------------- | --- | --- | --- | ------------------------------------- |
| 2012 | Awake Silke Mastbooms               | — | — | BEF2 (9 Wo.)BEF | Erstveröffentlichung: 10. März 2012   |
| 2012 | Won’t You Stay Chris Hordijk        | — | NL6 (6 Wo.)NL | — | Erstveröffentlichung: 16. März 2012   |
| 2012 | Jump From a Waterfall Chris Hordijk | — | NL46 (6 Wo.)NL | — | Erstveröffentlichung: 22. Juni 2012   |
| 2012 | Alles Overwinnen Nick en Simon      | — | NL1 (10 Wo.)NL | — | Erstveröffentlichung: 10. August 2012 |